# 하야시 요시로

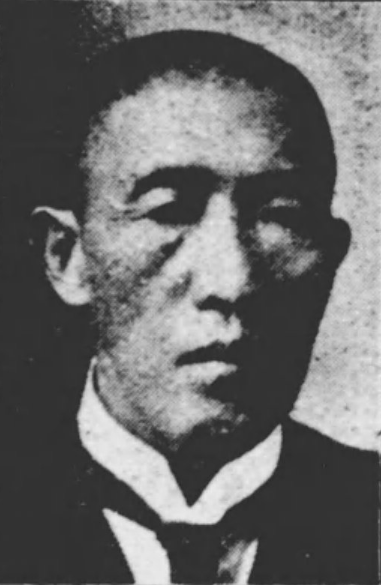

하야시 요시로(일본어: 林 義郎, 1927년 6월 16일 ~ 2017년 2월 3일)는 일본의 정치인으로, 전 자유민주당 중의원 의원이다. 제1차 나카소네 내각의 후생대신, 미야자와 내각의 대장대신을 지냈다. 재단법인 일중우호회관 회장을 맡기도 했다. 부친은 중의원 의원 하야시 요시스케이다.

## 생애와 경력
야마구치현 시모노세키시 출신으로, 1950년 도쿄 대학 법학부를 졸업하였다. 같은 해 통상산업성에 들어갔으며, 통산성에서 통산대신 비서관, 통산성 중공업국 산업 기계 과장을 지냈다.
1969년 통산얼을 나와, 같은 해 말에 치러진 제32회 중의원 의원 총선거에서 자유민주당 공인으로 구 야마구치 1구에서 입후보 해 당선되었다. 이후 연속으로 열한 번 당선되었으며, 경제 기획 정무 차관, 대장성 정무 차관, 자민당 경리 국장 등을 거쳐 1982년 제1차 나카소네 내각의 후생대신으로 입각했으며, 국제 금융 정책을 중심으로 자민당 내 유수한 정책통으로 알려져 있었다.
가이후 도시키 내각에서는 중의원 세제개혁 특별위원회원장, 미야자와 내각에서는 중의원 국제 평화 협력 특별위원회원장에 각각 기용되었다. 1992년 미야자와 개조 내각에서 대장대신이 되었으며, 그 후에는 자민당 세제 조사회의 간부로서 소위원장, 세제 조사회장을 지내고 자민당 세금 조사에서 영향력을 유지하였다.
2000년 훈일등 욱일대수장을 받았으며, 2003년 제43회 중의원 의원 총선거에는 입후보하지 않고, 정계를 은퇴하였다.
장남 요시마사는 문부과학대신, 참의원 의원으로 활동하고 있으며, 방위대신, 내각부 특명담당대신 (경제 재정 정책 담당)을 지냈다.

## 역대 선거 기록
|  | 19.6% |

|  | 19.7% |

|  | 21.1% |

|  | 23.3% |

|  | 21.7% |

|  | 18.7% |

|  | 20.3% |

|  | 21.2% |

|  | 16.3% |

|  | 0% |

|  | 0% |

| 전임 모리시타 모토하루 | 제62대 후생대신 1982년 11월 27일~1983년 12월 27일 | 후임 와타나베 고조 |

| 전임 하타 쓰토무 | 제97대 대장대신 1992년 12월 12일~1993년 8월 9일 | 후임 후지이 히로히사 |